# 鄧邦述
鄧邦述（1868年—1939年），字正闇，號孝先，晚號群碧翁，又號漚夢老人。江蘇江寧（今南京）人，祖籍苏州洞庭西山明月湾。清末民初政治人物、藏書家。

## 生平
鄧邦述是兩廣總督鄧廷楨的孫子。鄧家的祖先是金陵的望族，历代居于江寧萬竹園，藏書的地方叫青黎閣。後来邓家家道衰落，藏書四散不见。鄧邦述22歲时，和舅舅趙烈文之女結婚。趙家是藏書世家，藏书楼为天放樓，鄧邦述常到该樓看書。
光緒二十四年（1898年），鄧邦述中進士，同年五月，改翰林院庶吉士。光緒二十九年四月，散館，授翰林院編修。光緒二十七年（1901年），他入湖南巡撫端方幕。光緒三十年（1904年），鄧邦述住在吳縣。光緒三十一年（1905年），他奉清政府所派，隨出使各国考察政治大臣端方到外国考察，次年（1906年）四月归國。同年曾出任江蘇教育總會副會長。此後，他住在北京，參與厘訂新官制。其间，他搜罗了大量善本。
光緒三十三年（1907年），吉林設行省。徐世昌向清廷保奏道：
茲查有二品銜奏調分省補用道鄧邦述，器識閎通，才猷練達，考查各國政治，極有心得，堪以試署交涉司司使。
鄧邦述于该年年底署理吉林省交涉司使。宣統元年四月二十九日（1909年6月16日），鄧邦述转任奉天交涉使，不久棄官回到北京。宣統二年（1910年），他任吉林省民政使，次年6月再一次棄官回到北京。
在吉林任职期间，他促成了吉林省圖書館的创立。吉林省过去也曾有官立、私立藏书楼。嘉慶十四年（1809年），吉林將軍秀林在吉林文廟尊經閣捐资修建了吉林省内最早的官辦圖書館。後来，筆帖式國英（1823年－1884年）、盛昱（1850年－1900年）都是大藏書家。吉林省圖書館（今吉林市圖書館）于1909年建立，是中國最早的公共圖書館之一。
回到北京之後，鄧邦述首次對自己的藏書編目，所著錄的图書共2.5萬卷，後又續增1.3萬卷。因为其藏书楼内藏有两部珍稀的宋版書即唐朝李群玉撰《群玉詩集》、唐朝李中撰《碧雲集》，他遂命名其藏書樓為“群碧樓”。
中华民國成立後，鄧邦述曾任東三省鹽運使，後来获趙爾巽聘為清史館纂修，负责編撰《清史稿》的本紀、光宣列傳。1918年，他当選安福國會江蘇省參議員。晚年，他住在蘇州，一心著述。1927年，為偿还巨额债务，他將藏書售予中央研究院。
1939年，鄧邦述逝世。他逝世之后，其家屬將其所存图書售予北京景文閣、東來閣、文殿閣、蘇州集寶齋等四个書店。

## 著作
- 《群碧樓詩鈔》
- 《漚夢詞》
- 《群碧樓叢刻》